# Прісноводні черепахи
Прісноводні черепахи (Emydidae) — родина невеликих та середніх за розміром черепах з відносно плескатим панциром. Між пальцями є більш або менш розвинені плавальні перетинки. Відомо 77 видів об'єднаних в 25 родів, поширених в Євразії, Північній Африці, Північній і Південній Америці. Населяють водойми зі стоячою або повільно текучою водою. Живляться водними безхребетними та хребетними тваринами, деякі — рослиноїдні. В Україні зустрічається лише один вид — болотна черепаха європейська. В домашніх умовах утримують червоновухих прісноводних черепах.